# Groß Sankt Florian
Groß Sankt Florian – gmina targowa w Austrii, w kraju związkowym Styria, w powiecie Deutschlandsberg. Liczy 4223 mieszkańców (1 stycznia 2015).